# 1676
Епоха великих географічних відкриттів •  Перша наукова революція • Річ Посполита •  Запорозька Січ •  Руїна

## Геополітична ситуація
Османську імперію очолює Мехмед IV (до 1687). Під владою османського султана перебувають Близький Схід та Єгипет, Середземноморське узбережжя Північної Африки, частина Закавказзя, значні території в Європі: Греція, Болгарія та Сербія. Васалами османів є Волощина та Молдова.
Священна Римська імперія — наймогутніша держава Європи. Її територія охоплює, крім німецьких земель, Угорщину з Хорватією, Богемію, Північну Італію. Її імператор — Леопольд I Габсбург (до 1705).
Габсбург Карл II Зачарований є королем Іспанії (до 1700). Йому належать Іспанські Нідерланди, південь Італії, Нова Іспанія, Нова Гранада та Нова Кастилія в Америці, Філіппіни. Королем Португалії формально є Альфонсу VI при регентстві молодшого брата Педру II. Португалія має володіння в Бразилії, Африці, Індії, Індійському океані та Індонезії.
Північ Нідерландів займає Республіка Об'єднаних провінцій. Вона має колонії в Північній Америці, Індонезії, на Формозі та на Цейлоні. Король Франції — Людовик XIV (до 1715). Франція має колонії в Північній Америці. Король Англії — Карл II Стюарт (до 1685). Англія має колонії в Північній Америці, на Карибах та в Індії. Король Данії та Норвегії — Кристіан V (до 1699), король Швеції — Карл XI (до 1697). На Апеннінському півострові незалежні Венеціанська республіка та Папська область. Король Речі Посполитої Ян III Собеський (до 1696). Царем Московії є Федір Олексійович (до 1682).
Україну розділено по Дніпру між Річчю Посполитою та Московією. Діють два гетьмани: Остап Гоголь та Іван Самойлович. На півдні України існує Запорозька Січ. Існують Кримське ханство, Ногайська орда.
В Ірані правлять Сефевіди.
Значними державами Індостану є Імперія Великих Моголів, в якій править Аурангзеб, Біджапурський султанат, султанат Голконда, Імперія Маратха. В Китаї править Династія Цін. У Японії триває період Едо.

## Події

### В Україні
- Почалася Московсько-турецька війна (1676—1681).
- У вересні війська лівобережного гетьмана Івана Самойловича разом із московськими захопили Чигирин. (Чигиринські походи).
- Петро Дорошенко відмовився від гетьманства та був вивезений до Москви.
- 17 жовтня між Річчю Посполитою і Османською імперією підписано Журавненський мирний договір, який завершив польсько-турецьку війну 1672—1676 років.

### У світі

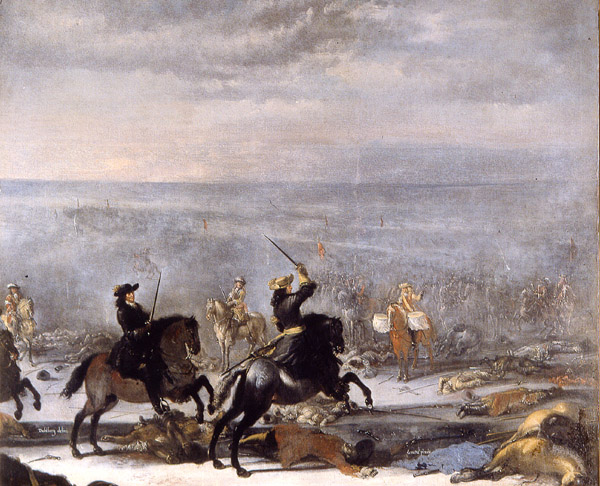
Король Швеції Карл XI в Лундській битві.

- Московське царство очолив Федір Олексійович.
- Очільником куруців став Імре Текелі.
- Розпочався понтифікат Іннокентія XI.
- Триває Франко-голландська війна.
- Дансько-шведська війна (1675—1679)
  - 1 червня нідерландський та дансько-норвезький флоти перемогли шведський поблизу острова Еланд. Затонув флагман шведського флоту Kronan.
  - 17 серпня шведи перемогли данців поблизу Гальмстада.
  - 4 грудня шведи виграли битву поблизу Лунда.
- У Новій Англії триває війна короля Філіпа між індіанськими племенами та поселенцями. Сам Метакомет (король Філіп) загинув 12 серпня.
- У Вірджинії спалахнуло повстання проти англійського колоніального гноблення під проводом Натаніела Бекона.
- Французький адмірал Жан д'Естре відібрав у нідерландців Каєнну.
- Негус Ефіопії Йоганнис I постановив, що мусульмани повинні жити окремо від християн.

## Наука й культура
- Оле Крістенсен Ремер вперше виміряв швидкість світла, спостерігаючи за затемненням супутників Юпітера. Отримане значення було на 25 % менше від сучасного.
- Френсіс Віллобі опублікував книгу «Ornithologiae», що заклала основи орнітології.
- У Гринвіцькій обсерваторії встановлено перший годинник із анкерною вилкою.
- Антоні ван Левенгук спостерігав під мікроскопом бактерії.

## Народились
Див. також: Категорія:Народились 1676
- 1 липня — Лейбніц Ґотфрід Вільгельм, німецький філософ і математик.
- 26 серпня — Волпол Роберт, граф Ордфорд, лідер партії віґів, перший прем'єр-міністр Великої Британії (1721—42).

## Померли
див. також Категорія:Померли 1676